# Chris Young (Countrysänger)

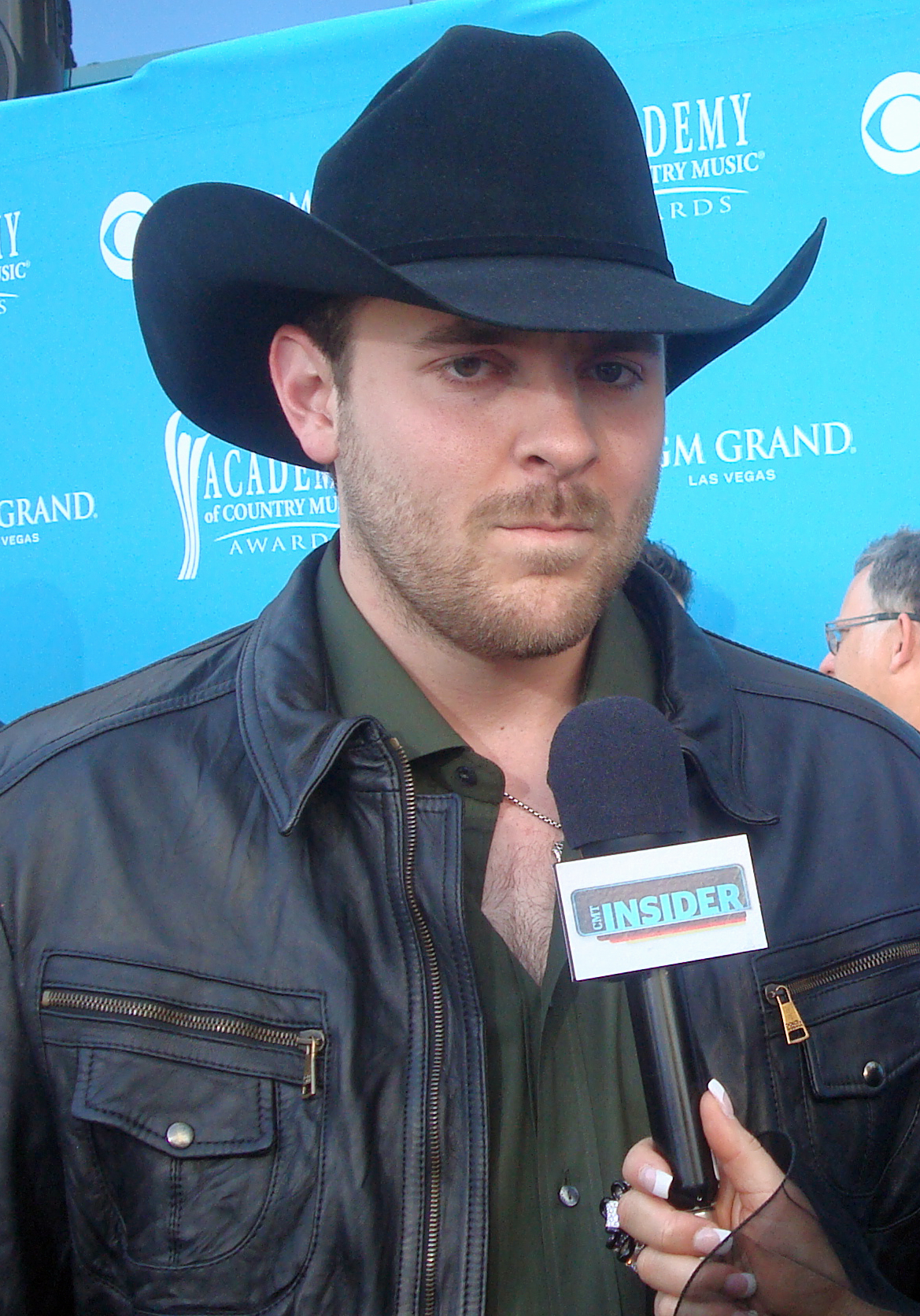
Chris Young (2010)

Chris Young (* 12. Juni 1985 in Murfreesboro, Tennessee; eigentlicher Name Christopher Alan Young) ist ein US-amerikanischer Countrysänger.

## Karriere
Bereits Youngs Großvater Richard Yates war in der Countrymusikshow Louisiana Hayride aufgetreten und Chris Young folgte in seine Fußspuren. Schon während der Schulzeit trat er nebenbei in Clubs rund um Nashville auf und veröffentlichte selbstproduzierte Alben. Er studierte am College in Nashville und seiner Heimatstadt Murfreesboro und absolvierte trotzdem noch bis zu 150 Auftritte nebenher.
2006 nahm er schließlich an der Castingshow Nashville Star teil und gewann den Wettbewerb, was ihm einen Plattenvertrag einbrachte. Noch im selben Jahr erschien sein nach ihm selbst benanntes Debütalbum, das es auf Anhieb bis auf Platz 3 der Countrycharts schaffte. Bis zu seinem nächsten Album The Man I Want to Be vergingen drei Jahre. Es war ähnlich erfolgreich wie der Vorgänger. Es enthielt den Song Gettin' You Home, mit dem er seinen ersten Nummer-eins-Hit in den Countrysongcharts und einen Top-40-Hit in den offiziellen Charts hatte.

## Diskografie

### Alben
| Jahr | Titel                        | Höchstplatzierung, Gesamtwochen, AuszeichnungChartplatzierungen (Jahr, Titel, Platzierungen, Wochen, Auszeichnungen, Anmerkungen) | Höchstplatzierung, Gesamtwochen, AuszeichnungChartplatzierungen (Jahr, Titel, Platzierungen, Wochen, Auszeichnungen, Anmerkungen) | Anmerkungen                              |
| Jahr | Titel                        | US | Country | Anmerkungen                              |
| ---- | ---------------------------- | --- | --- | ---------------------------------------- |
| 2006 | Chris Young                  | US22 (6 Wo.)US | Country3 (27 Wo.)Country | Erstveröffentlichung: 3. Oktober 2006    |
| 2009 | The Man I Want to Be         | US19 Platin · (53 Wo.)US | Country6 (78 Wo.)Country | Erstveröffentlichung: 1. September 2009  |
| 2011 | Neon                         | US4 Platin · (52 Wo.)US | Country2 (95 Wo.)Country | Erstveröffentlichung: 12. Juli 2011      |
| 2013 | A. M.                        | US3 Platin · (30 Wo.)US | Country2 (83 Wo.)Country | Erstveröffentlichung: 17. September 2013 |
| 2015 | I’m Comin’ Over              | US5 ×3Dreifachplatin · (27 Wo.)US                                                                                                 | Country1 (77 Wo.)Country | Erstveröffentlichung: 13. November 2015  |
| 2016 | It Must Be Christmas         | US48 (3 Wo.)US | Country4 (11 Wo.)Country | Erstveröffentlichung: 14. Oktober 2016   |
| 2017 | Losing Sleep                 | US5 Gold · (5 Wo.)US | Country1 (37 Wo.)Country | Erstveröffentlichung: 20. Oktober 2017   |
| 2021 | Famous Friends               | US13 Gold · (6 Wo.)US | Country3 (28 Wo.)Country | Erstveröffentlichung: 6. August 2021     |
| 2024 | Young Love & Saturday Nights | US183 (1 Wo.)US | Country34 (1 Wo.)Country | Erstveröffentlichung: 22. März 2024      |

### EPs
- 2010: Voices

### Singles
| Jahr | Titel Album                                                  | Höchstplatzierung, Gesamtwochen, AuszeichnungChartplatzierungen (Jahr, Titel, Album, Platzierungen, Wochen, Auszeichnungen, Anmerkungen) | Höchstplatzierung, Gesamtwochen, AuszeichnungChartplatzierungen (Jahr, Titel, Album, Platzierungen, Wochen, Auszeichnungen, Anmerkungen) | Anmerkungen                                                    |
| Jahr | Titel Album                                                  | US | Country | Anmerkungen                                                    |
| --- | ------------------------------------------------------------ | --- | --- | -------------------------------------------------------------- |
| 2006 | Drinkin’ Me Lonely Chris Young                               | — | Country42 (17 Wo.)Country | Erstveröffentlichung: 17. Juli 2006                            |
| 2007 | You’re Gonna Love Me Chris Young                             | — | Country48 (12 Wo.)Country | Erstveröffentlichung: 26. März 2007                            |
| 2008 | Voices The Man I Want to Be                                  | US53 Platin · (20 Wo.)US | Country1 (53 Wo.)Country | Erstveröffentlichung: 12. Mai 2008                             |
| 2009 | Gettin’ You Home (The Black Dress Song) The Man I Want to Be | US33 ×2Doppelplatin · (20 Wo.)US | Country1 (38 Wo.)Country | Erstveröffentlichung: 17. Februar 2009                         |
| 2009 | The Man I Want to Be                                         | US48 Platin · (20 Wo.)US | Country1 (31 Wo.)Country | Erstveröffentlichung: 16. November 2009                        |
| 2011 | Tomorrow Neon                                                | US36 ×3Dreifachplatin · (21 Wo.)US | Country1 (26 Wo.)Country | Erstveröffentlichung: 21. Februar 2011                         |
| 2011 | You Neon                                                     | US34 Platin · (20 Wo.)US | Country1 (31 Wo.)Country | Erstveröffentlichung: 12. September 2011                       |
| 2012 | Neon                                                         | US92 Gold · (4 Wo.)US | Country23 (23 Wo.)Country | Erstveröffentlichung: 26. März 2012                            |
| 2012 | I Can Take It from There Neon                                | US63 Gold · (12 Wo.)US | Country16 (24 Wo.)Country | Erstveröffentlichung: 15. Oktober 2012                         |
| 2013 | Aw Naw A. M.                                                 | US45 ×2Doppelplatin · (20 Wo.)US | Country4 (26 Wo.)Country | Erstveröffentlichung: 13. Mai 2013                             |
| 2014 | Who I Am with You A. M.                                      | US48 ×2Doppelplatin · (19 Wo.)US | Country8 (26 Wo.)Country | Erstveröffentlichung: 20. Januar 2014                          |
| 2014 | Lonely Eyes A. M.                                            | US50 Platin · (18 Wo.)US | Country4 (27 Wo.)Country | Erstveröffentlichung: 25. August 2014                          |
| 2015 | I’m Comin’ Over                                              | US33 ×4Vierfachplatin · (23 Wo.)US | Country8 (36 Wo.)Country | Erstveröffentlichung: 11. Mai 2015                             |
| 2016 | Think of You I’m Comin’ Over                                 | US40 ×2Doppelplatin · (20 Wo.)US | Country2 (26 Wo.)Country | Erstveröffentlichung: 25. Januar 2016 feat. Cassadee Pope      |
| 2016 | Sober Saturday Night I’m Comin’ Over                         | US47 Platin · (11 Wo.)US | Country4 (39 Wo.)Country | Erstveröffentlichung: 6. Juni 2016 feat. Vince Gill            |
| 2017 | Losing Sleep                                                 | US60 ×2Doppelplatin · (20 Wo.)US | Country17 (38 Wo.)Country | Erstveröffentlichung: 29. Mai 2017                             |
| 2018 | Hangin’ On Losing Sleep                                      | US63 Platin · (13 Wo.)US | Country8 (40 Wo.)Country | Erstveröffentlichung: 5. März 2018                             |
| 2019 | Raised on Country Famous Friends                             | US54 Gold · (13 Wo.)US | Country10 (28 Wo.)Country | Erstveröffentlichung: 28. Januar 2019                          |
| 2019 | Drowning Famous Friends                                      | US— PlatinUS | Country18 (27 Wo.)Country | Erstveröffentlichung: 23. September 2019                       |
| 2020 | Famous Friends                                               | US21 ×3Dreifachplatin · (22 Wo.)US | Country2 (35 Wo.)Country | Erstveröffentlichung: 20. November 2020 feat. Kane Brown       |
| 2021 | At the End of a Bar Famous Friends                           | US75 Gold · (6 Wo.)US | Country16 (34 Wo.)Country | Erstveröffentlichung: 13. September 2021 mit Mitchell Tenpenny |
| 2023 | Looking For You Young Love & Saturday Nights                 | — | Country26 (17 Wo.)Country | Erstveröffentlichung: 13. Januar 2023                          |
| 2023 | Young Love & Saturday Nights                                 | US94 (1 Wo.)US | Country26 (23 Wo.)Country | Erstveröffentlichung: 21. Juli 2023                            |
| Folgende Lieder erschienen nicht als Single, wurden aber durch das Album zum Download und Streaming bereitgestellt und konnten somit eine Platzierung erlangen: |                                                              | | |                                                                |
| |                                                              | | |                                                                |
| 2017 | Setting the Night on Fire Kane Brown                         | — | Country45 (1 Wo.)Country | mit Kane Brown                                                 |
| 2017 | Where I Go When I Drink Losing Sleep                         | — | Country45 (1 Wo.)Country |                                                                |

## Auszeichnungen für Musikverkäufe
| Goldene Schallplatte - Kanada - 2017: für die Single Lonely Eyes - 2019: für die Single Who I Am With You - 2019: für die Single Hangin’ On - 2020: für die Single Raised On Country Platin-Schallplatte - Kanada - 2017: für die Single I’m Comin’ Over - 2017: für die Single Aw Naw - 2017: für die Single Think of You - 2019: für die Single Losing Sleep | 3× Platin-Schallplatte - Kanada - 2024: für die Single Famous Friends |

Anmerkung: Auszeichnungen in Ländern aus den Charttabellen bzw. Chartboxen sind in ebendiesen zu finden.
| Land/RegionAuszeichnungen für Musikverkäufe (Land/Region, Auszeichnungen, Verkäufe, Quellen) | Gold       | Platin       | Verkäufe   | Quellen         |
| -------------------------------------------------------------------------------------------- | ---------- | ------------ | ---------- | --------------- |
| Kanada (MC)                                                                                  | 4× Gold4   | 7× Platin7   | 720.000    | musiccanada.com |
| Vereinigte Staaten (RIAA)                                                                    | 6× Gold6   | 33× Platin33 | 36.000.000 | riaa.com        |
| Insgesamt                                                                                    | 10× Gold10 | 40× Platin40 |            |                 |